# Tardoki Jani
Tardoki Jani lub Tordoki Jani (ros. Тардоки-Янги) — najwyższy szczyt gór Sichote-Aliń o wysokości 2090,4 m n.p.m. (2077 m n.p.m. według WER). Zlokalizowany w południowo-wschodniej części Kraju Chabarowskiego, w pobliżu północnej granicy Kraju Nadmorskiego. Ma formę góry stołowej.
Na północnych stokach masywu Tardoki Jani znajdują się cyrki lodowcowe, związane z obecnością plejstoceńskich lodowców karowych na tym obszarze. Obecnie kary są wypełnione moreną i tworzą niewielkie jeziora cyrkowe (Bolszoje, Wierchnieje oraz Marinkino). Sam szczyt jest karlingiem powstałym wskutek wstecznej erozji glacjalnej trzech dawnych lodowców cyrkowych. Wysokość wierzchołka względem den karów wynosi około 500 m, natomiast względem dna doliny rzeki Aniuj – ponad 1600 m. Górna granica lasu w masywie Tardoki Jani znajduje się na wysokości ok. 1400 m n.p.m. Ponad nią występuje piętro subalpejskie z dominacją kosolimby oraz piętro alpejskie.